# GOS (운영 체제)
gOS(good OS)는 로스앤젤레스의 기업 Good OS LLC가 개발한 우분투 기반 리눅스 배포판이다. 최고 정보 책임자 데이비드 류는 인라이튼먼트와 오픈 소스 인물들과 만남을 가진 이후 사용자가 구글 및 웹 2.0 애플리케이션에 접근하기 쉽도록 하는 리눅스 배포판을 만들게 되면 웹 2.0 애플리케이션의 이용을 주류로 만들 꿈을 달성할 수 있겠다고 생각했다. 데이비드 류는 워자이(我在)라는 중국어 트위터 클론을 만들게 되면서 gOS를 공식적으로 구식화한 채 내버려두었다.

## 버전
- gOS 1.0.1
- gOS 2-beta (gOS Rocket E)
- gOS V2 Rocket (gOS Rocket G)
- gOS 2.9 Space
- gOS 2.9M Escape Pod
- gOS 3.0 Gadgets
- gOS 3.1 Gadgets
- Netbook Launcher

## 같이 보기
- 이지피지
- 구분투
- 크롬 OS
- LXDE
- 존부